# Khany's geheim
Khany's geheim (oorspronkelijke Franse titel: Le secret de Khâny) is het 27ste album uit de stripreeks Yoko Tsuno.

## Verhaal
Yoko Tsuno en Khany gaan op zoek naar een meisje op Mars, dat drager is van een door Karpan ontwikkeld zuiveringsprogramma. Door dit programma zouden de Vineanen op aarde kunnen leven, maar dan wordt het leven op aarde uitgeroeid.